# جوك ويلسون
جوك ويلسون (بالإنجليزية: Jock Wilson)‏ (1870 في المملكة المتحدة - ) هو لاعب كرة قدم بريطاني (وحمل سابقاً جنسية المملكة المتحدة لبريطانيا العظمى وأيرلندا) في مركز الظهير. لعب مع برمنغهام سيتي وسويندون تاون ومانشستر سيتي ونادي غيلينغهام ولينكولن سيتي أف سي وSt Bernard's F.C. ‏.